# Bellacythara bella
Bellacythara bella é uma espécie de gastrópode do gênero Bellacythara, pertencente a família Mangeliidae.